# Dorin Cristache
Dorin Cristache, născut 16 august 1980 în București, România, este un fost atacant român.
A jucat pentru echipele:
- Steaua București (1999-2000)
- FC Onești (1999-2000)
- Foresta Suceava (2000-2001)
- Oțelul Galați (2000-2001)
- FC Argeș (2001-2002)
- Alki Larnaca (2001-2002)
- FCM Bacău (2003-2004)
- Dinamo 2 București (2004-2005)